# Віллем Люйс
Віллем Люйс (ест. Villem Lüüs; 29 березня 1971 — 12 листопада 2020) — естонський шашкіст і суддя міжнародної категорії.

## Життєпис
Мати — дизайнер інтер'єрів Карін Люйс, бабуся — художник-графік Елла Люйс, дід — юрист і міністр соціальних справ Естонської РСР Лембіт Люйс.
Люйс закінчив середню школу № 1 у Таллінні 1989 року, після чого вивчав фізику в Тартуському університеті, але не закінчив навчання.
Люйс став 2000 року чемпіоном Естонії з міжнародних шахів. У 2000 році у складі збірної Естонії разом з Урмо Ільвесом (ест. Urmo Ilves) та Кайдо Леесманном (ест. Kaido Leesmann) він також посів шосте місце. Люйс також завоював звання чемпіона у бразильських та англійських шашках.
У 2010 році його було призначено арбітром FMJD, а в 2018 році — суддею міжнародного рівня. Люйс був співавтором Естонського щорічного спортивного журналу (ест. Eesti spordi aastaraamat) та редагував шашечний розділ у Естонському спортивному листкові (ест. Eesti Spordileht), публікував статті в шашечних журналах Латвії, Росії, Нідерландів та України. Він укладав колекції шашечних партій, а також був членом Естонського товариства історії спорту (ест. Eesti Spordiajaloo Selts). Люйс був тренером та інструктором Таллінської шахової школи (ест. Tallinna Malekool) та Шахового центру Пауля Кереса (ест. Paul Kerese Malekeskus) з 1998 по 2003 рік, а також інструктором Спортивного центру Піріта (ест. Pirita Spordikeskus) з 2003 по 2011 рік.